# Sciades variabilis
Sciades variabilis är en skalbaggsart som först beskrevs av Aurivillius 1927.  Sciades variabilis ingår i släktet Sciades och familjen långhorningar.
Artens utbredningsområde är Filippinerna. Inga underarter finns listade i Catalogue of Life.